# Río Laune
El río Laune (también conocido en gaélico irlandés como An Leamhain) es un río en el Condado de Kerry, Irlanda, que fluye del Lough Leane uno de los lagos de Killarney.
Atraviesa la ciudad de Killorglin e ingresa primero por el puerto de Castlemaine, al lado del río Maine y entonces continúa hacia la bahía en la península de Dingle para desembocar en el océano Atlántico.
El río Laune también es conocido por la pesca de salmón y trucha local.